# Холланд, Нэйт
Нэйт Холланд (англ. Nate Holland; 8 ноября 1978, Сандпойнт, Айдахо) — американский сноубордист, участник Олимпийских игр. На X-Games 2014 в Аспене выиграл в сноуборд-кроссе.

## Карьера
На Олимпийских играх в Турине Нэйт Холланд занял 14-е место в дисциплине сноуборд-кросс. На следующих Играх Холланд стал 4-м, а в 2014 году занял 25-е место.
Двукратный бронзовый призёр чемпионатов мира, семикратный победитель и бронзовый призёр зимних всемирных экстремальных игр.